# Wanchaq
O distrito peruano de Wanchaq é um dos 8 distritos da província peruana de Cusco, situada no departamento de Cusco, pertenecente à região homônima.

## Transporte
O distrito de Wanchaq é servido pela seguinte rodovia:
- PE-3S, que liga o distrito de La Oroya à Ponte Desaguadero (Fronteira Bolívia-Peru) - e a rodovia boliviana Ruta 1 - no distrito de Desaguadero (Região de Puno)
- PE-28G, que liga o distrito à cidade de Pisac [1][2][3]